# Vojtech Adamec
Pour les articles homonymes, voir Adamec.
Vojtech Adamec, né le 12 juillet 1926 à Špania Dolina, alors en Tchécoslovaquie – mort à Košice le 27 avril 1973, est un compositeur, chef d'orchestre et enseignant slovaque.